# 小行星19524
小行星19524（19524 Acaciacoleman）是一颗绕太阳运转的小行星，为主小行星带小行星。该小行星于1998年12月23日发现。

## 轨道参数
小行星19524的轨道半长轴为2.6495437 UA，离心率为0.2079294。